# Верхний Потам
Верхний Потам (мар. Кӱшыл Патам) — деревня в Ачитском городском округе Свердловской области. Управляется Русскопотамским территориальным управлением городского округа.

## География
Деревня располагается в долине реки Потам, в 15 километрах на северо-восток от посёлка городского типа Ачита.

### Часовой пояс
Верхний Потам, как и вся Свердловская область, находится в часовой зоне МСК+2. Смещение применяемого времени относительно UTC составляет +5:00.

## Население
| 2002 | 2010 | 2021 |
| ---- | ---- | ---- |
| 370  | ↘271 | ↘215 |

## Инфраструктура
В Верхнем Потаме 7 улиц: 8 Марта, Ключевая, Ленина, Лесная, Трактовая, Труда и Школьная; один переулок — Школьный.